# Фрайвальд, Юрген
Юрген Фрайвальд (нем. Jürgen Freiwald; 9 сентября 1940, Хузум, провинция Шлезвиг-Гольштейн — 11 февраля 2014) — восточногерманский волейболист. Участник летних Олимпийских игр 1968 года, чемпион мира 1970 года.

## Биография
Юрген Фрайвальд родился 9 сентября 1940 года в немецком городе Хузум.
Играл в волейбол за «Лейпциг», в составе которого шесть раз становился чемпионом ГДР (1967—1972).
В 1968 году вошёл в состав сборной ГДР по волейболу на летних Олимпийских играх в Мехико, занявшей 4-е место. Провёл 9 матчей, набрал 58,5 очка (10 — в матче с Польшей, 9,5 — с США, по 9 — с СССР и Бразилией, 7 — с Мексикой, 5,5 — с Чехословакией, 4 — с Бельгией, 3,5 — с Болгарией, 1 — с Японией).
В 1969 году завоевал золотую медаль Кубка мира.
В 1970 году выиграл золото чемпионата мира в Болгарии.
Изучал садоводство. После завершения игровой карьеры возглавлял предприятие, которое производило замороженные овощи. После присоединения ГДР к ФРГ руководил фирмой, поставлявшей еду в больницы.
Умер в 2014 году.